# Tryptyk kobyliński
Tryptyk z Kobylina – wczesnorenesansowe retabulum ołtarzowe wykonane temperą na drewnie lipowym na początku XVI wieku w Krakowie.
Nastawę ołtarzową ufundował biskup krakowski Jan Konarski w 1518 roku. Pięć malowideł zostało wykonanych w środowisku krakowskim. Przedstawiona tematyka czyni je spokrewnionymi zː ornatem biskupa Piotra Kmity, kwaterami dawnego ołtarza z krakowskiego kościoła Na Skałce, kwaterami rewersów tryptyku w Bodzentynie czy tryptykiem z Pławna. Stylistyka bliska jest też epitafium Stanisława Chroberskiego z katedry sandomierskiej, powstałemu ok. 1520 roku.
Sceny narracyjne przedstawiają wydarzenia z biografii św. Stanisława ze Szczepanowa, patrona kobylińskiej fary. Artysta przedstawiłː
- Męczeństwa św. Stanisława (obraz środkowy)
- Kupno wsi (lewe skrzydło)
- Świadczenie przed królem (lewe skrzydło)
- Wskrzeszenie Piotrowina (lewe skrzydło)
- Rozsiekanie ciała męczennika (prawe skrzydło)

Postać fundatora ołtarza została sportretowana w prawym dolnym rogu centralnego obrazu retabulum.
Na rewersach skrzydeł ołtarza przedstawione zostały cztery scenyː
- Zwiastowanie
- Święte Katarzyna i Barbara
- Wniebowzięcie Matki Bożej
- Święte Elżbieta i Jadwiga Śląska.